# ジャッキー吉川とブルー・コメッツ ゴールデン☆ベスト
『ジャッキー吉川とブルー・コメッツ ゴールデン☆ベスト』は、ジャッキー吉川とブルー・コメッツのベスト・アルバム。2009年2月18日発売。発売元はコロムビアミュージックエンタテインメント（ただし、後述するUHQCD盤は日本コロムビア）。

## 解説
ジャッキー吉川とブルー・コメッツのコロムビア在籍時代の歴代シングルをごく一部を除き、ほぼ完全収録したベスト・アルバム。
2019年2月20日にはUHQCD盤として再販された。

## 収録曲
※ (M)が付与された楽曲はモノラル収録となる。

### DISC-1
1. 青い瞳（日本語）(M)
作詞：橋本淳、作曲・編曲：井上忠夫
2. マリナによせて(M)
作曲・編曲：小田啓義
3. 青い渚(M)
作詞：橋本淳、作曲・編曲：井上忠夫
4. 星に祈りを(M)
作詞・作曲・編曲：佐々木勉
5. 何処へ
作詞・作曲・編曲：万里村ゆき子
6. センチメンタル・シティ
作詞：橋本淳、作曲・編曲：すぎやまこういち
7. ブルー・シャトウ
作詞：橋本淳、作曲：井上忠夫、編曲：森岡賢一郎
8. 甘いお話
作詞：ささきひろと、作曲：小田啓義、編曲：森岡賢一郎
9. マリアの泉
作詞：万里村ゆき子、作曲：井上忠夫、編曲：森岡賢一郎
10. 白い恋人
作詞：万里村ゆき子、作曲：小田啓義、編曲：森岡賢一郎
11. 北国の二人
作詞：橋本淳、作曲・編曲：井上忠夫
12. 銀色の波
作詞：橋本淳、作曲・編曲：三原綱木
13. こころの虹
作詞：橋本淳、作曲・編曲：井上忠夫
14. すみれ色の涙
作詞：万里村ゆき子、作曲：小田啓義、編曲：森岡賢一郎
15. 白鳥の歌
作詞:橋本淳、作曲:平尾昌晃、編曲:森岡賢一郎
16. 雨の舗道
作詞:橋本淳、作曲:平尾昌晃、編曲:森岡賢一郎
17. 草原の輝き
作詞:橋本淳、作曲:井上忠夫、編曲:筒美京平
18. マイ・サマー・ガール
作詞：橋本淳、作曲・編曲：三原綱木
19. さよならのあとで
作詞：橋本淳、作曲・編曲：筒美京平
20. 小さな秘密
作詞:橋本淳、作曲:高橋健二、編曲:筒美京平
21. 雨の赤坂
作詞：橋本淳、作曲：三原綱木、編曲：筒美京平
22. 黒いレースの女（ひと）
作詞：橋本淳、作曲：小田啓義、編曲：筒美京平

### DISC-2
1. 涙の糸
作詞：橋本淳、作曲・編曲：筒美京平
2. ブルー・シャンソン
作詞：橋本淳、作曲：井上忠夫、編曲：筒美京平
3. 海辺の石段
作詞：なかにし礼、作曲：井上忠夫、編曲：森岡賢一郎
4. 冬の嵐
作詞：なかにし礼、作曲：鈴木邦彦、編曲：森岡賢一郎
5. それはキッスで始まった
作詞：なかにし礼、作曲：井上忠夫、編曲：森岡賢一郎
6. あじさい色の恋
作詞：万里村ゆき子、作曲：小田啓義、編曲：森岡賢一郎
7. 泣きながら恋をして
作詞：なかにし礼、作曲：井上忠夫、編曲：森岡賢一郎
8. 悲しき玩具
作詞：なかにし礼、作曲：三原綱木、編曲：森岡賢一郎
9. むらさき日記
作詞：橋本淳、作曲：井上忠夫、編曲：森岡賢一郎
10. だから今すぐ
作詞：橋本淳、作曲・編曲：筒美京平
11. 雨の賛美歌
作詞：なかにし礼、作曲：井上忠夫、編曲：森岡賢一郎
12. 運命だから
作詞：なかにし礼、作曲：小田啓義、編曲：森岡賢一郎
13. 津軽の海
作詞：橋本淳、作曲：三原綱木、編曲：川口真
14. 鏡の中で見た恋は
作詞：橋本淳、作曲：小田啓義、編曲：川口真
15. 生きるよろこびを
作詞：橋本淳、作曲・編曲：筒美京平
16. その時雲は流れてた
作詞：橋本淳、作曲・編曲：筒美京平
17. 虹と雪のバラード
作詞：河邨文一郎、作曲：村井邦彦、編曲：川口真
18. 愛の子守歌
作詞：橋本淳、作曲：高橋健二、編曲：筒美京平
19. 希望にみちた二人のために
作詞：橋本淳、作曲：三原綱木、編曲：高田弘
20. 想い出の彼方に
作詞：橋本淳、作曲：井上忠夫、編曲：高田弘
21. 雨の朝の少女
作詞：なかにし礼、作曲：鈴木邦彦、編曲：青木望
22. 哀愁のパリ
作詞：なかにし礼、作曲：鈴木邦彦、編曲：青木望